# Littlest Pet Shop: Nasz własny świat
Littlest Pet Shop: Nasz własny świat (ang. Littlest Pet Shop: A World of Our Own) – amerykańsko-irlandzki serial animowany, będący trzecim stworzonym na podstawie zabawek firmy Hasbro – Littlest Pet Shop.
Światowa premiera serialu miała miejsce 14 kwietnia 2018 roku na antenie Discovery Family. Premiera serialu w Polsce odbyła się 28 maja 2018 roku na antenie MiniMini+.

## Fabuła
Serial opowiada o przygodach sześciu zwierzątek (Roxie, Jade, Tripa, Quincy’ego, Edie i Bev), które wydostają się z ludzkiego świata, w którym mieszkają, przez portal, z którego tylko one mogą skorzystać. Ów portal przenosi zwierzaki do świata Łapko-Zdrój, który został stworzony specjalnie dla zwierząt, gdzie mogą mieć przygody, bawić się, nawiązać nowe przyjaźnie i być sobą.

## Bohaterowie
- Roxie McTerrier – Boston terrier, jest lojalną optymistką. Bardzo jej zależy na przyjaciołach, ale czasami potrafi być naiwna. Uwielbia jeść.
- Jade Catkin – gotycki kot bombajski, jest sarkastyczna.
- Trip Hamston – pewny siebie, ale czasami głupi chomik. Uwielbia rapować.
- Quincy Goatee – pigmejska koza. Jest bardzo tchórzliwy.
- Edie Von Keet – fantazyjna papużka, która jest utalentowaną aktorką.
- Bev Gilturtle – terrapene, która stara się zabawić inne zwierzęta.

## Wersja polska
Wersja polska: SDI Media Polska na zlecenie Hasbro

Reżyseria:
- Joanna Węgrzynowska-Cybińska,
- Adam Łonicki

Dialogi: 
- Anna Izdebska,
- Małgorzata Kochańska

Dźwięk: Łukasz Fober

Kierownictwo produkcji: 
- Ewa Krawczyk,
- Magdalena Leczkowska

Wystąpili:
- Agnieszka Fajlhauer – Roxie McTerrier
- Paulina Sacharczuk-Kajper – Jade Catkin
- Karol Osentowski – Trip Hamston
- Łukasz Węgrzynowski – Quincy Goatee
- Agata Góral – Edie Von Keet
- Anna Szymańczyk – Bev Gilturtle

W pozostałych rolach:
- Beata Wyrąbkiewicz – Petula Woolwright
- Piotr Bąk – Mistrz Yut
- Tomasz Marczyński –
  - Mitchell Snailford,
  - Roget Lapin,
  - Sprzedawca (odc. 3),
  - Tukan (odc. 7)
- Paulina Moś – Świnka morska
- Paweł Rutkowski – Burmistrz Perrito (część odcinków)
- Piotr Tołoczko –
  - Wilhelm,
  - mężczyzna z zegarem
- Maksymilian Bogumił – 
  - Churchill (odc. 1),
  - Austin (odc. 4, 8, 30, 33-34, 40, 42-43),
  - Clicks Monkeyford (odc. 7)
- Maciej Falana – 
  - Gavin Chamelle (odc. 1, 27, 39),
  - Daisy Pittsbull (odc. 7)
- Klaudia Kuchtyk – Sweetie Pom Pom (odc. 1)
- Joanna Węgrzynowska-Cybińska – 
  - Savannah Cheetaby (odc. 1, 35, 52),
  - Tallulah Poodelle (odc. 7),
  - Bella Flamenco (odc. 29),
  - Reba (odc. 46)
- Szymon Roszak – Szop (odc. 3)
- Bożena Furczyk – Sasha Siberio (odc. 17)
- Cezary Kwieciński – Chip (odc. 20)
- Anna Gajewska – 
  - Ray (odc. 25),
  - Sadie Lizarda (odc. 43)
- Janusz Wituch –
  - Roman (odc. 25),
  - Roy Peacock (odc. 46)
- Krzysztof Cybiński – 
  - Sherwin (odc. 26),
  - Scoot Racoonerson (odc. 45)
- Monika Pikuła – Glenda Bunnyton (odc. 27)
- Maciej Więckowski – Rusty Shepbourne (odc. 28)
- Jacek Król – Mistrz Shih Tzu (odc. 29)
- Katarzyna Łaska-Kaczanowska –
  - Julia Chillavanilla (odc. 29),
  - Breezy LePerm (odc. 32)
- Tomasz Borkowski – Kapitan Gilturtle (odc. 35)
- Piotr Bajtlik – Charlie Chompwell (odc. 41)
- Adam Bauman – Kapitan Gilturtle (odc. 41)
- Marta Dylewska – Lola Sandloach (odc. 41)
- Martyna Kowalik – Octavia Inkheart (odc. 41)
- Dominika Sell-Kukułka – Juanita Walton (odc. 41)
- Magdalena Wasylik – Frankie Puffer (odc. 41)
- Magda Kusa – Mabel (odc. 43, 46)
- Wojciech Paszkowski – Manny Mouser (odc. 44)
- Monika Węgiel-Jarocińska – Wisterio (odc. 46)
- Przemysław Niedzielski – Cheeks Hamsternathy (odc. 50)
- Aleksandra Kowalicka – Phoebe Bunnyton (odc. 52)
- Zuzanna Caban – gwary
- Damian Kulec – gwary
- Krzysztof Plewako-Szczerbiński
- Bartosz Wesołowski
- Otar Saralidze
- Wojciech Chorąży

i inni
Lektor: Anna Szymańczyk

### Odcinki krótkometrażowe
Wersja polska: SDI Media Polska na zlecenie Hasbro

Reżyseria: Joanna Węgrzynowska-Cybińska

Dialogi: Anna Izdebska

Wystąpili:
- Anna Szymańczyk – Bev Gilturtle
- Piotr Bąk – Mistrz Yut (odc. S1, S3-S4, S11)
- Agnieszka Fajlhauer –
  - Trenerka (odc. S7),
  - Savannah Cheetaby (odc. S19)
- Klaudiusz Kaufmann –
  - Pies (odc. S12),
  - Manny (odc. S16)
- Paulina Sacharczuk-Kajper – Pudełkowa Kicia (odc. S12)
- Bartosz Wesołowski – Pingwin (odc. S2, S8, S13)
- Joanna Węgrzynowska-Cybińska – Nauczycielka Jogi (odc. S4)
- Łukasz Węgrzynowski – Pies z reklamy Łapko-Zdroju (odc. S1)

i inni
Lektor: Anna Szymańczyk

## Spis odcinków
| Premiera odcinka        | Premiera odcinka        | N/o                     | Polski tytuł                             | Angielski tytuł                       |
| Odcinki krótkometrażowe | Odcinki krótkometrażowe | Odcinki krótkometrażowe | Odcinki krótkometrażowe                  | Odcinki krótkometrażowe               |
| ----------------------- | ----------------------- | ----------------------- | ---------------------------------------- | ------------------------------------- |
| 04.10.2017              | 09.10.2017              | S1                      | Littlest Pet Shop                        | Welcome to the Littlest Pet Shop      |
| 11.10.2017              | 11.10.2017              | S2                      | Statek wycieczkowy                       | Welcome to the Cruise Ship            |
| 18.10.2017              | 18.10.2017              | S3                      | Zwierzapartamenty                        | Welcome to the PetUltimate Apartments |
| 25.10.2017              | 25.10.2017              | S4                      | Superpazur                               | Welcome to the Fitness Center         |
| 01.11.2017              | 01.11.2017              | S5                      | Salon Trzęsifutro                        | Welcome to the Shake 'n Dry Salon     |
| 08.11.2017              | 08.11.2017              | S6                      | Stadion Łapko-Zdroju                     | Welcome to Paw-Tucket Stadium         |
| 15.11.2017              | 15.11.2017              | S7                      | Na rowerze                               | Welcome to Spin Class                 |
| 22.11.2017              | 22.11.2017              | S8                      | Śnieżynka                                | Welcome to Chill-Out Inn              |
| 29.11.2017              | 29.11.2017              | S9                      | Park w Łapko-Zdroju                      | Welcome to Paw-Tucket Park            |
| 06.12.2017              | 06.12.2017              | S10                     | Wesołe miasteczko                        | Welcome to the Amusement Park         |
| 20.02.2018              | 20.02.2018              | S11                     | Pierwszy program Bev                     | Talent Search                         |
| 27.02.2018              | 28.02.2018              | S12                     | Odpakowywanie na żywo                    | Unboxing Live!                        |
| 06.03.2018              | 07.03.2018              | S13                     | Hip-hopowy pojedynek taneczny            | Hip-Hop Dance-Off!                    |
| 13.03.2018              | 14.03.2018              | S14                     | Wywiad z prawdziwym słodziakiem          | Interview w/ Mac Hedgyhog             |
| 20.03.2018              | 21.03.2018              | S15                     | Bollywoodzki pojedynek taneczny          | Bollywood Dance-Off!                  |
| 27.03.2018              | 28.03.2018              | S16                     | Manny w mieście                          | Manny About Town                      |
| 03.04.2018              | 04.04.2018              | S17                     | Baletowy pojedynek taneczny              | Ballet Dance-Off!                     |
| 10.04.2018              | 11.04.2018              | S18                     | Łyżwiarski pojedynek taneczny            | Ice Dance-Off!                        |
| 17.04.2018              | 18.04.2018              | S19                     | Wywiad z Savannah                        | Interview w/ Savannah Cheetaby        |
| 24.04.2018              | 25.04.2018              | S20                     | Współczesny pojedynek taneczny           | Modern Dance-Off!                     |
| Seria pierwsza          |                         |                         |                                          |                                       |
| 14.04.2018              | 28.05.2018              | 01                      | Nowy zwierzak w Łapko-Zdroju             | A Pet's Best Friend Is...             |
| 14.04.2018              | 29.05.2018              | 02                      | Misja Roxie                              | Pet, Peeved                           |
| 14.04.2018              | 30.05.2018              | 03                      | Wesołe miasteczko                        | The Wheel Deal                        |
| 14.04.2018              | 31.05.2018              | 04                      | Nocne wycieczki                          | In the Steal Of The Night             |
| 21.04.2018              | 01.06.2018              | 05                      | Jak tu wygrać?                           | Pitch Im-Purr-Fect                    |
| 21.04.2018              | 02.06.2018              | 06                      | Piżama party                             | The Big Sleep-Over                    |
| 28.04.2018              | 03.06.2018              | 07                      | W poszukiwaniu klauna                    | Let It Go (Not The Hit Song)          |
| 28.04.2018              | 04.06.2018              | 08                      | Szybcy i zawzięci                        | The Fast and Fur-ious                 |
| 05.05.2018              | 05.06.2018              | 09                      | Przyjaciele z jednego terrarium          | Show Your Beau                        |
| 05.05.2018              | 06.06.2018              | 10                      | Nowy odważny Quincy                      | A Brave New Quincy                    |
| 12.05.2018              | 07.06.2018              | 11                      | Impreza na statku                        | All Decked Out                        |
| 12.05.2018              | 08.06.2018              | 12                      | Bev ryzykantka                           | Bev on the Edge                       |
| 19.05.2018              | 09.06.2018              | 13                      | Zew natury                               | The Call of the Mild                  |
| 19.05.2018              | 10.06.2018              | 14                      | Cztery lewe łapy                         | Four Left Feet                        |
| 26.05.2018              | 11.06.2018              | 15                      | Papugowanie                              | Copycats, Copy-Dogs & Copy-Iguanas    |
| 26.05.2018              | 12.06.2018              | 16                      | Talent do naśladowania                   | The Imitation Game                    |
| 02.06.2018              | 13.04.2018              | 17                      | Zasłużony odpoczynek                     | The Purr-fect Storm                   |
| 02.06.2018              | 14.06.2018              | 18                      | Straszne historie                        | Spooky Tails                          |
| 09.06.2018              | 15.06.2018              | 19                      | Klejnotowe szaleństwo                    | Crystal Fever                         |
| 09.06.2018              | 16.06.2018              | 20                      | Taneczny Trip                            | So Trip Thinks He Can Dance?          |
| 16.06.2018              | 17.06.2018              | 21                      | Edie przepowiada przyszłość              | Fine, Feathered Fortune Teller        |
| 16.06.2018              | 18.06.2018              | 22                      | Zwierznada                               | Scrappers Keepers                     |
| 23.06.2018              | 19.06.2018              | 23                      | Twardzielka Bev                          | Bev Rolls with It                     |
| 23.06.2018              | 20.06.2018              | 24                      | Szef Trip                                | CEO Trip                              |
| 30.06.2018              | 21.06.2018              | 25                      | Niesamowici Roman i Ray                  | The Incredible Roman and Ray          |
| 30.06.2018              | 22.06.2018              | 26                      | Podaj dalej                              | Paw It Forward                        |
| 06.10.2018              | 04.02.2019              | 27                      | Strach w kąt                             | Clear the Fear                        |
| 06.10.2018              | 05.02.2019              | 28                      | Jade szczęściara                         | The Jade Luck Club                    |
| 06.10.2018              | 06.02.2019              | 29                      | Rozchwytywana Bev                        | Double Booked Bev                     |
| 06.10.2018              | 07.02.2019              | 30                      | Dziewięć żyć do przeżycia                | Nine Lives to Live                    |
| 13.07.2018              | 08.02.2019              | 31                      | Burmistrz, czy nie burmistrz             | Mayor May Not                         |
| 13.07.2018              | 11.02.2019              | 32                      | Stowarzyszenie drapaczy drzew            | The Scratch Tree Society              |
| 13.10.2018              | 12.02.2019              | 33                      | Psia tęsknota                            | Homesick as a Dog                     |
| 13.10.2018              | 11.02.2019              | 34                      | Bezsenność w Łapko-Zdroju                | Sleepless in Paw-Tucket               |
| 27.10.2018              | 12.02.2019              | 35                      | Spotkanie z gwiazdą                      | Biggest Fan                           |
| 27.10.2018              | 13.02.2019              | 36                      | Serenada i Carlo                         | Pet Side Story                        |
| 03.11.2018              | 14.02.2019              | 37                      | Podwójna gra                             | Seeing Double                         |
| 03.11.2018              | 15.02.2019              | 38                      | Starożytna sztuka walki Błysk Fu         | The Ancient Art of Clean Fu           |
| 10.11.2018              | 16.02.2019              | 39                      | Zakazane pirackie hobby                  | Hidden Treasures & Guilty Pleasures   |
| 10.11.2018              | 17.02.2019              | 40                      | Pudełko propozycji                       | Take This Suggestion                  |
| 17.11.2018              | 18.02.2019              | 41                      | Poznajcie się                            | Surf and Turf Shindig                 |
| 17.11.2018              | 19.02.2019              | 42                      | Austin mistrzunio                        | Austin La Vista                       |
| 01.12.2018              | 20.02.2019              | 43                      | Starsza siostra                          | Big Sis, Lil Pup                      |
| 01.12.2018              | 21.02.2019              | 44                      | Rekordowy Trip                           | Trip for the Record                   |
| 08.12.2018              | 22.02.2019              | 45                      | Idealna współlokatorka                   | The Couch Is Always Greener...        |
| 08.12.2018              | 23.02.2019              | 46                      | Pokaz fantastycznych piór, płetw i futra | Model Behavior                        |
| 15.12.2018              | 24.02.2019              | 47                      | Niespodzianka! Zwierzo-zombie!           | Surprise! Paw-Zombies!                |
| 15.12.2018              | 25.02.2019              | 48                      | Radionowela                              | The Big Paw'd-Cast                    |
| 22.12.2018              | 26.09.2019              | 49                      | Ciekawość kota                           | Curiosity and Cats                    |
| 22.12.2018              | 27.02.2019              | 50                      | Historia patykiem pisana                 | Fetch the Story Stick                 |
| 26.01.2019              | 28.01.2019              | 51                      | Oko i ucho Łapko-Zdroju                  | Eyes and Ears of Paw-Tucket           |
| 26.01.2019              | 01.03.2019              | 52                      | Koncert urodzinowy                       | Get Her to the LPS                    |